# Bình Độ
Bình Độ (tiếng Trung: 平度市, Hán Việt: Bình Độ thị) là một thành phố cấp huyện của địa cấp thị Thanh Đảo, tỉnh Sơn Đông, Cộng hòa Nhân dân Trung Hoa. Thành phố Bình Độ có diện tích 3166 km2, dân số năm 2001 là 134.200 người, mã số bưu chính 26700, mã vùng điện thoại 0532.